# غيل أندرسون
غيل أندرسون (بالإنجليزية: Gail Anderson)‏ هي كاتِبة وفنانة أمريكية، ولدت في 1962 في ذا برونكس في الولايات المتحدة.